# Anchomanes dalzielii
Anchomanes dalzielii är en kallaväxtart som beskrevs av Nicholas Edward Brown. Anchomanes dalzielii ingår i släktet Anchomanes och familjen kallaväxter. Inga underarter finns listade.